# Hotel Florida Milán
El Hotel Florida Milán es un hotel en el centro de la ciudad de Milán, en el norte de Italia, situada a unos 50 metros al sur de la estación de tren Milano Centrale, en el distrito "Stazione central". El hotel fue construido originalmente en 1949 y fue modernizado en 2004. El hotel cuenta con mármol italiano y muebles y madera fina, además tiene una colección privada de arte contemporáneo.